# Erdélyi iskola (mozgalom)

Az "Erdélyi iskola" szoborcsoport Kolozsváron, Romulus Ladea alkotása. Balról jobbra: Petru Maior, Gheorghe Şincai és Samuil Micu Klein

Az erdélyi iskola (románul Școala Ardeleană) a felvilágosodás korának román kulturális mozgalma, amely azt követően alakult ki, hogy az erdélyi román ortodox egyház újra elismerte a pápa fennhatóságát és megalakították a román görögkatolikus egyházat. 

## Története
A római kapcsolat hatására a felvilágosodás eszméi eljutottak az erdélyi románokhoz. A mozgalom legfontosabb központjai Balázsfalva, Nagyvárad, Lugos és Belényes voltak.
A mozgalom tagjai voltak az elsők, akik történelmi és nyelvészeti érveket állítottak a románok római eredetének az igazolására. Elméletük szerint a rómaiak elpusztították a dákokat, így a román nép kizárólag a rómaiak leszármazottja. Az erdélyi iskola jelentős hatást gyakorolt a román kultúra fejlődésére, nem csak Erdélyben, hanem Havasalföldön és Moldvában is, hozzájárulva a román nemzeti öntudat kialakulásához. Ők fogalmazták a II. Lipót császárnak benyújtott Supplex libellus Valachorum néven ismert petíciókat, amelyben létszámarányos képviseletet kértek a román népnek.
Az erdélyi iskola alakította ki a jelenlegi latinbetűs román ábécét, amely felváltotta a 10. század óta használt cirillbetűs írást. Ők jelentették meg 1825-ben Budán az első négynyelvű román szótárt. Az iskola további jelentős szerepe a román nyelv megújításában a francia és olasz neologizmusok meghonosítása volt.

## Tagjai
- Ioan Budai-Deleanu
- Petru Maior
- Samuel Micu Klein
- Gheorghe Șincai

## Jelentős művek

### Történelem
- Samuil Micu-Klein: Istoria și lucrurile și întîmplările românilor (A románok története, dolgai és eseményei)
- Gheorghe Șincai: Hronica românilor și a mai multor neamuri (A románok és más nemzetségek krónikája)
- Petru Maior: Istoria pentru începutul românilor în Dachia (A románok kezdeti története Daciában)

### Nyelvészet
- Samuil Micu és Gheorghe Șincai: Elementa linguae daco-romanae sive valachicae, Bécs, 1780
- Lexiconul de la Buda, Buda, 1825